# Batalion „Chrobry I”

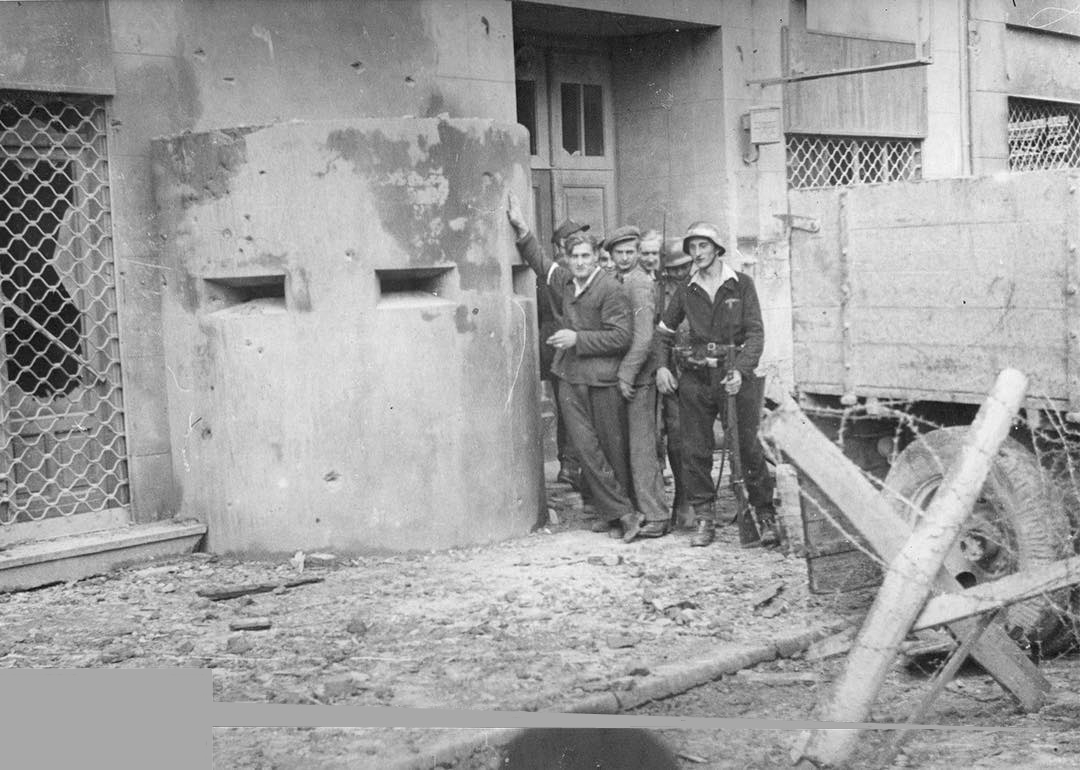
Powstańcy z Batalionu „Chrobry I” przed zdobytym posterunkiem żandarmerii Nordwache w kamienicy Ignacego Partowicza przy ulicy Żelaznej róg Chłodnej

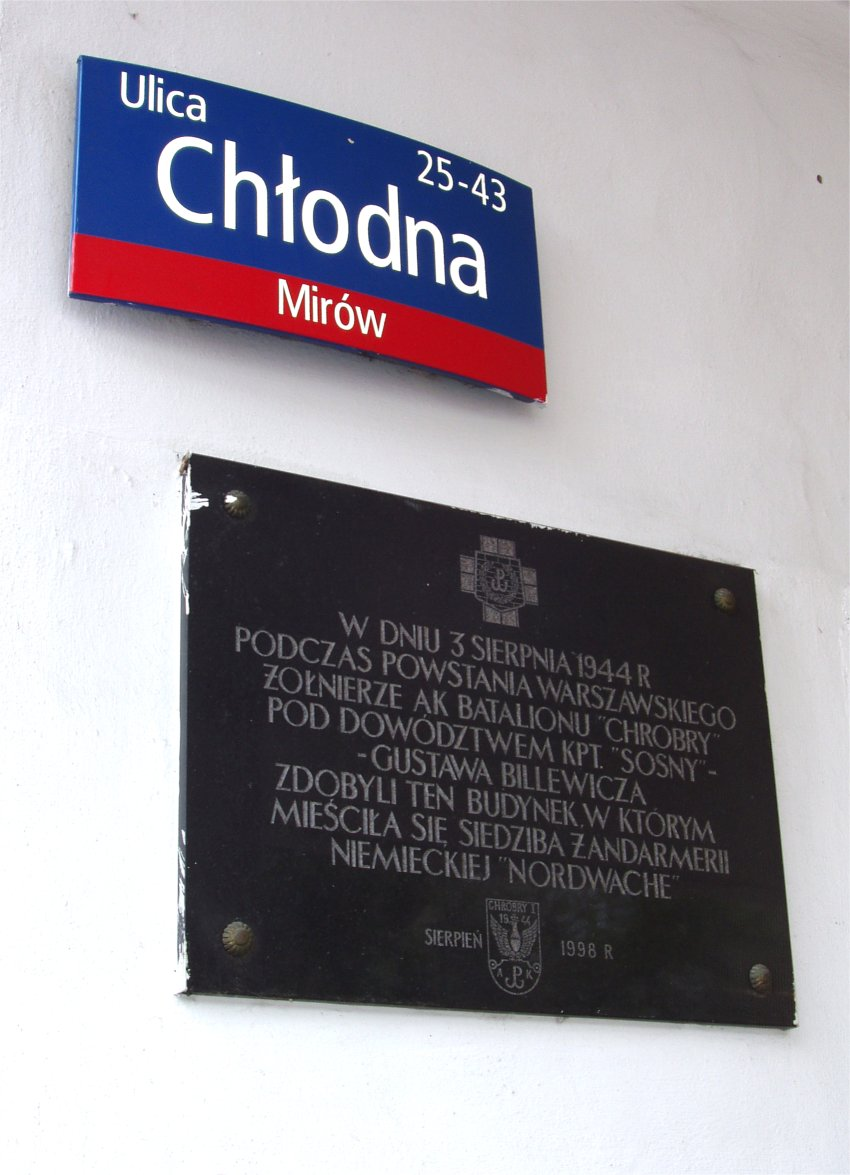
Tablica upamiętniająca zdobycie Nordwache znajdująca się na budynku

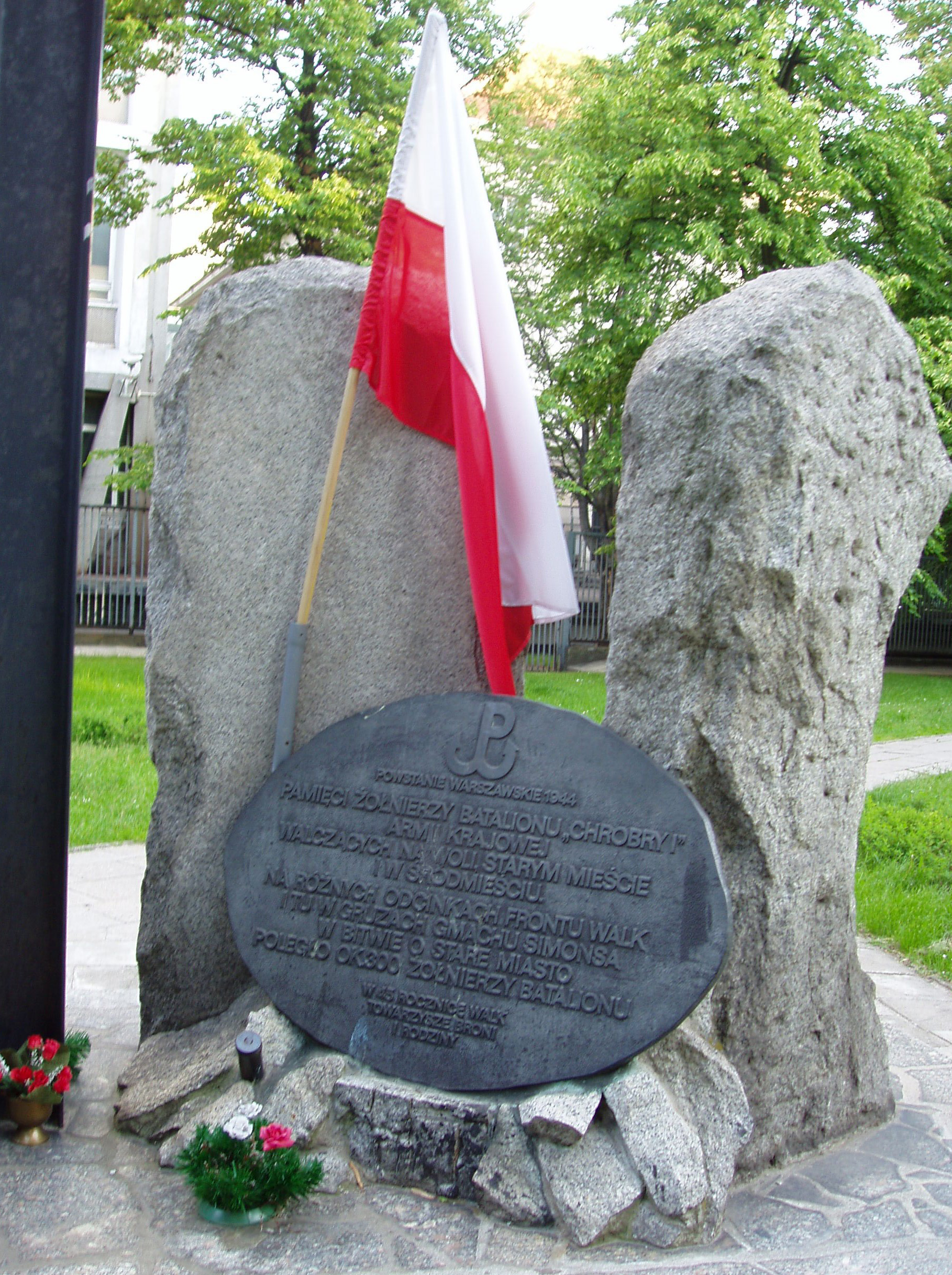
Pomnik batalionu „Chrobry I” wzniesiony w 1989 w Ogrodzie Krasińskich

Batalion „Chrobry I” – batalion Armii Krajowej utworzony z oddziału powstałego w ramach Polskiej Organizacji Zbrojnej. Od 1942, włączonego w skład Armii Krajowej i przekształconego w batalion „Chrobry”. Wchodził w skład 4 Rejonu Obwodu Śródmieście AK jako IX Zgrupowanie.
Oddziały batalionu walczyły w powstaniu warszawskim na Woli, Śródmieściu i Starym Mieście. W trakcie walk zginęło ponad 300 żołnierzy batalionu.

## Historia oddziału
Batalion wywodził się z samodzielnego oddziału zorganizowanego w 1939 przez por. Kazimierza Burnosa „Cordę”. Do 1941 oddział liczył ok. 100 żołnierzy. Na początku 1942 dzięki współpracy z kpt. Gustawem Billewiczem, oddział został włączony w struktury Polskiej Organizacji Zbrojnej.
W 1942 w ramach akcji scaleniowej, w skład Rejonu IV Obwodu Śródmieście Armii Krajowej weszły oddziały POZ. Obok scalonych batalionów „Vistula” (jako I batalion), oraz Batalionu im. W.Łukasińskiego” (jako II batalion), scalono dwie kompanie, dowodzone przez ppor. Kazimierza Żurawskiego „Klina” i ppor. rez. Kazimierz Burnosa „Corda”, które utworzyły III Batalion „Chrobry”. Dowódcą batalionu Chrobry był kpt. Gustaw Billewicz „Sosna”. W 1943 w skład batalionu weszły dwie kolejne kompanie ppor. Tadeusza Kajetańskiego „Edwarda”, oraz ppor. Mariana Wardzyńskiego „Mariana” (od maja 1944 sierż. Mieczysława Kalinowskiego „Wiernego”) ze Związku Powstańców Niepodległościowych (ZPN). Batalion stanowił XI Zgrupowanie 4 Rejonu. Oddziały zgrupowania liczyły łącznie ponad 600 ludzi.
Do zadań taktycznych batalionu w związku z powstaniem było: zamknięcie ul. Żelaznej, zdobycie Nordwachy, zamknięcie ulicy Chłodnej z przylegającymi do niej ulicami: Wronią, Towarową, Karolkową, oraz pomoc w opanowaniu obiektów Zakładów Philipsa i opanowanie tego rejonu aż do Al. Jerozolimskich (nazywanych wówczas Alejami gen. Sikorskiego).

## Udział w powstaniu warszawskim
W momencie wybuchu walk liczył ponad 400-450 żołnierzy. Uzbrojenie składało się z 1 ręcznego karabinu maszynowego, 15 pistoletów maszynowych, 49 pistoletów, 120 granatów i kilkudziesięciu butelek z benzyną.
3 sierpnia powstańcy należący do tego zgrupowania zdobyli posterunek żandarmerii niemieckiej – Nordwache, który mieścił się w narożnej kamienicy przy ul. Żelaznej róg Chłodnej. Wzięli wtedy do niewoli 10 jeńców oraz zdobyli dużą ilość broni i mundurów.
Początkowo batalion walczył w rejonie ulic: Żelazna, Krochmalna, Grzybowska, Łucka, Pańska, Twarda, Prosta, część Wolskiej, Karolkowej i Młynarskiej, między Al. Jerozolimskimi a Dworcem Towarowym. 6 sierpnia większość żołnierzy baonu „Chrobry I” przeszła na Stare Miasto, w Śródmieściu pozostała tylko uwikłana w walki kompania „Cordy” (wchodząc w skład Batalionu Szturmowego „Rum”). Na Starówce batalion wszedł do odwodu Grupy „Północ”, dowodzonej przez płk. Karola Ziemskiego „Wachnowskiego”. Początkowo został zakwaterowany w szkole przy ulicy Barokowej 7, następnie przeszedł do Arsenału i Pasażu Simonsa.
13 sierpnia kpt./mjr Gustaw Billewicz „Sosna” objął dowództwo Zgrupowania Zachodniego „Kuba”. Funkcję dowódcy batalionu „Chrobry” pełnili kolejno kpt. „Kamień” (NN), kpt. Edward Kozłowski („Edward”), kpt. Tadeusz Majcherczyk „Zdan” i kpt. Władysław Jachowicz „Konar”.
Batalion poza obroną Arsenału i Pasażu brał udział w wypadach na Dworzec Gdański, na teren dawnego getta, bronił także Pałacu Mostowskich. Największe straty poniósł w czasie bombardowania 31 sierpnia. W ruinach szkoły przy Barokowej i Pasażu Simonsa śmierć poniosło ponad 150 żołnierzy batalionu.
1 września przeszedł kanałami do Śródmieścia. Tutaj zajął stanowiska przy ul. Brackiej. Po śmierci 11 września mjr. „Sosny” dowództwo nad zgrupowaniem przejął kpt. Stefan Mich „Kmita”, a pozostałości batalionu został włączony do 2 kompanii strzeleckiej 15 Pułku Piechoty „Wilków” AK.

## Ordre de batallie Batalionu „Chrobry” (XI Zgrupowanie)
W lipcu 1944 struktura batalionu przedstawiała się następująco:
Sztab batalionu
- Dowódca batalionu – mjr Gustaw Billewicz „Sosna”;
- zastępca dowódcy – por. Ludwik Dąbrowski „Dęboróg”;
- adiutant – ppor. Jerzy Szczepanek „Grot”;
- kwatermistrz – ppor. Stanisław Król „Jędrek”
- oficer organizacyjny – por. Jan Pachlewski „Rocky”;
- oficer broni – por. Feliks Lewandowski „Godlewski”;
- oficer wyszkolenia – chor. Władysław Wężyk „Mały”;
- oficer informacyjny – ppor. Janusz Zdanowicz „Wojtek”;
- szef saperów por. Stanisław Dąbrowski „Grzywa”;
- lekarz batalionu ppor. Edward Komar „Muszyński”;
- zastępca ppor. Kazimierz Tuleja „Góral”;
- kapelan ks. kpt. Henryk Cybulski „Czesław”;
- łączniczka Jadwiga Łukaszewska „Mewa”;

Oddziały liniowe
- 1 kompania – dowódca por. Tadeusz Kajetański „Edward”;
  - I pluton – dowódca ppor. Franciszek Steczkowski „Groźny”;
  - II pluton – dowódca ppor. Jan Nestrypke „Boreysza”;
  - III pluton – dowódca ppor. Henryk Jackowski „Jacek”.

- 2 kompania dowódca ppor. rez. Kazimierz Burnos „Corda”;
  - I pluton – dowódca ppor. Franciszek Sławiński „Sławek”;
  - II pluton – dowódca st. sierż. Antoni Wardyn „Miś”
  - III pluton – dowódca ppor. „Albatros” N.N.

- 3 kompania – dowódca st. sierż. Mieczysław Kalinowski „Wierny”;
  - pluton 1115 – dowódca ppor. Wiesław Łukaszewski „Pięta”;
  - pluton 1116 – dowódca kpr. pchor. Stanisław Pietras „Kobuz”.

- 4 kompania – dowódca kpt. Władysław Jachowicz „Konar”;
  - I pluton – dowódca kpt. Władysław Żurawski „Klim”;
  - II pluton – dowódca por. Jerzy Piszczek „Jeż”;
  - III pluton – dowódca ppor. „Zan” N.N.